# Para llenarme de ti
Para llenarme de ti – utwór hiszpańskiego wokalisty Ramóna del Castillo Palop, napisany przez Kikego Santandera, nagrany oraz wydany w 2004 roku na debiutanckim albumie studyjnym artysty pt. Es así.

## Historia utworu

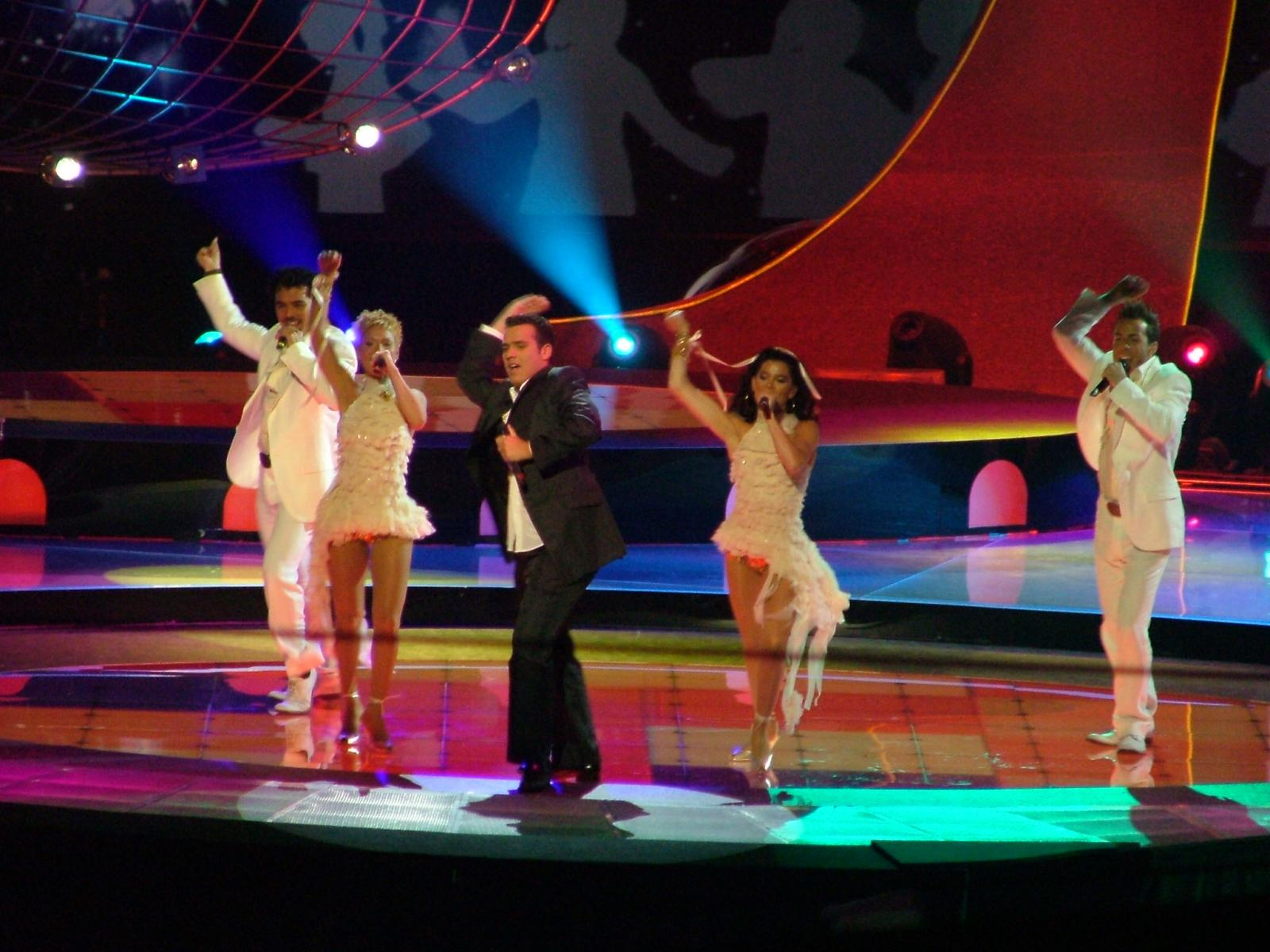
Ramón w finale 49. Konkursu Piosenki Eurowizji w 2004 roku

### Nagrywanie
Utwór został napisany i skomponowany przez Kike'a Satandersa, który wcześniej współpracował z takimi wykonawcami, jak m.in. Carlos Santana, Jennifer Lopez oraz Marc Anthony. Ramón opisywał piosenkę jako „naprawdę latynoska, zwłaszcza w refrenie”, dziennikarze czasem uznawali ja natomiast za brzmiącą „nie jak hiszpańska, ale bardziej jak południowoamerykańska”.

### Teledysk
Oficjalny teledysk do utworu był kręcony na wyspie Gran Canaria, gdzie urodził się Ramón. Premiera klipu odbyła się pod koniec marca 2004 roku w programie Música Uno transmitowanym przez stację Televisión Española (TVE). 

### Konkurs Piosenki Eurowizji 2004
Utwór reprezentował Hiszpanię podczas 47. Konkursu Piosenki Eurowizji w 2004 roku, wygrywając pod koniec stycznia specjalny koncert eliminacyjny. Singiel zdobył 38,8% poparcia telewidzów, pokonując pozostałe dwa utwory wykonane przez wokalistę. Premiera oficjalnej wersji konkursowej propozycji artysty odbyła się pod koniec kwietnia w programie Destino Eurovisión transmitowanym przez stację TVE Internacional.
Wokalista otworzył z utworem koncert finałowy widowiska, który odbył się 15 maja w Stambule, i zajął ostatecznie 10. miejsce w końcowej klasyfikacji, zdobywając łącznie 87 punktów, w tym maksymalne noty 12 punktów do Andory i Portugalii. 
Utwór dotarł do pierwszego miejsca krajowej listy przebojów.